# Horbach (Westerwald)
Horbach település Németországban, Rajna-vidék-Pfalz tartományban. Lakosainak száma 712 fő (2023. december 31.). Horbach Isselbach községgel határos.

## Népesség
A település népességének változása:
| Lakosok száma | 514  | 676  | 650  | 690  | 701  | 712  |
|               | 1975 | 2017 | 2019 | 2021 | 2022 | 2023 |